# Église Saint-Pierre de Moulins
Pour les articles homonymes, voir Église Saint-Pierre.
L'église Saint-Pierre est une église catholique située à Moulins, en France. Dédiée à saint Pierre, elle dépend pour le culte du diocèse de Moulins.

## Localisation
L'église est située dans le département français de l'Allier, sur la commune de Moulins.

## Historique
Jusqu'à la Révolution, cette église était l'église du couvent des carmes fondé en 1352, sous le principat de Pierre Ier de Bourbon. Elle était placée sous le vocable de saint Étienne. Le couvent était à l'époque dans le faubourg Sud en dehors des remparts. Il a été saccagé en 1384 par les bandes anglo-bourguignonnes. Il est reconstruit avec l'église au XVe siècle, grâce aux dons de la duchesse Anne, épouse de Louis II de Bourbon. En 1562, les huguenots ravagent le couvent et l'église qui est transformée en écurie. La grande chapelle rectangulaire Notre-Dame-de-Pitié est construite ensuite à l'ouest du chœur au XVIIe siècle, pour servir aux offices des Carmes. On y trouve encore une pietà en bois doré du XVIe siècle ainsi qu’une mise au tombeau en stuc du XIXe siècle.
Les carmes sont chassés en 1790, puis l'église devient église paroissiale au début du XIXe siècle sous le vocable de saint Pierre. Le clocher, détruit à la Révolution, est reconstruit en 1809, mais menaçant ruine il est rebâti en 1900.
L'édifice est classé au titre des monuments historiques le 18 mars 1986.
Les obsèques de François de Grossouvre y ont été célébrées le 11 avril 1994.

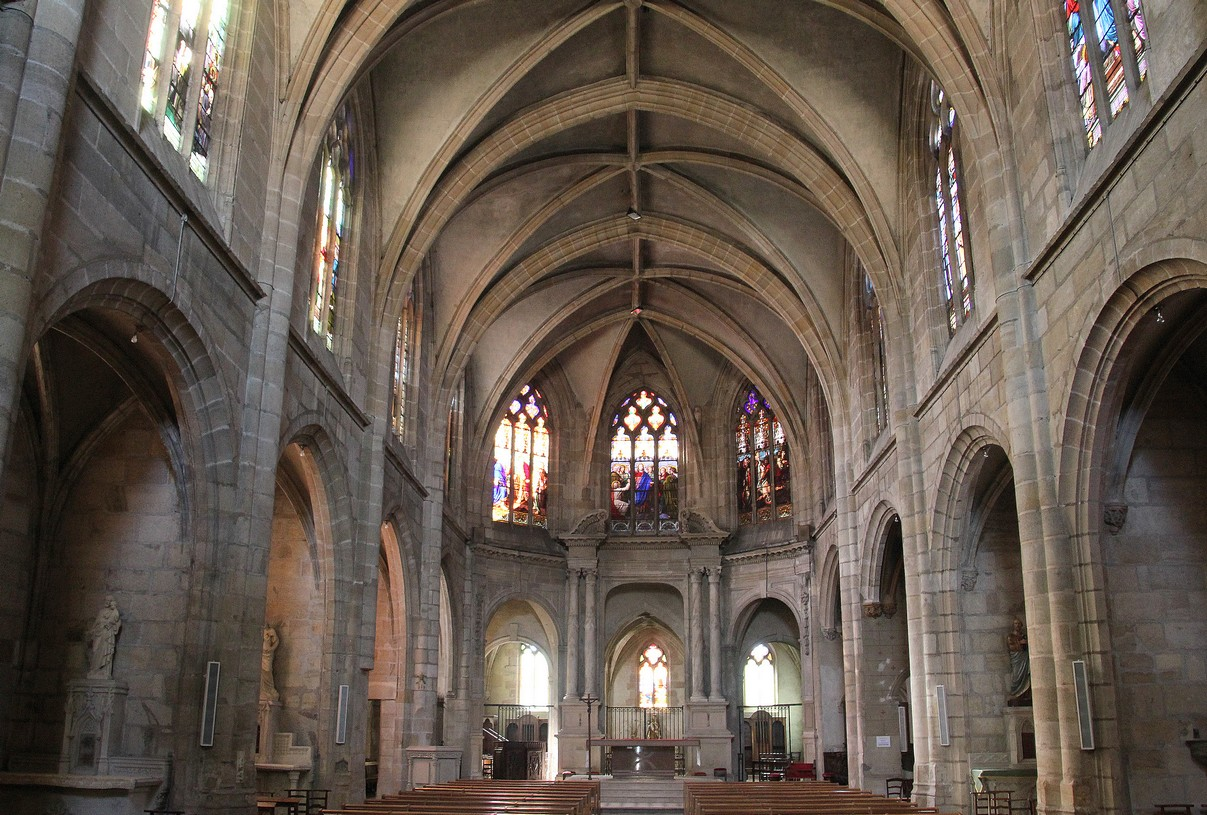
Intérieur.
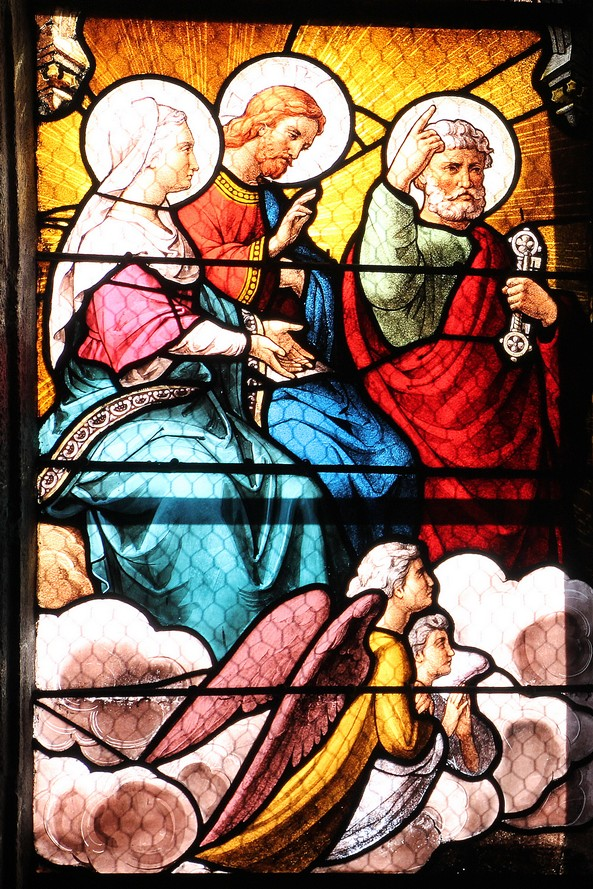
Détail d'un vitrail.